# Manganistan vápenatý
Manganistan vápenatý je fialová, anorganická sloučenina se vzorcem Ca(MnO4)2. Tato látka sama o sobě je poměrně stabilní, v kombinaci s organickými materiály či silnými kyselinami se však stává nebezpečnou.

## Výroba
Tuto látku je možno v laboratorních podmínkách vyrábět reakcí manganistanu draselného a chloridu vápenatého, vzniká manganistan vápenatý, ale vzniká i chlorid draselný, který je ve vodě docela dobře rozpustný, proto je to těžko odstranitelná kontaminace.Rovnice probíhá následně:

2KMnO4 + CaCl2 → Ca(MnO4)2 + 2KCl

Oddělení těchto látek se provádí při snížené teplotě, kolem 0 °C, kdy je rozpustnost chloridu draselného nejnižší, cca 28 g/100 g (H2O).
Další možností výroby jest reakce manganistanu hlinitého a oxidu vápenatého. Při reakci vzniká jako vedlejší produkt oxid hlinitý a malé množství hydroxidu hlinitého, které jsou nerozpustné, a dají se tedy jednoduše oddělit od manganistanu vápenatého. Reakce probíhá za zvýšené teploty, a bez přítomnosti vody. Probíhá dle rovnice:

2 Al(MnO4)3 + 3 CaO → 3 Ca(MnO4)2 + 2 Al2O3
Nakonec se produkty oddělují rozpuštěním ve vodě a filtrací.

## Reakce
Tato látka se při zahřívání na cca 140 °C rozpadá na oxid manganičitý, oxid vápenatý a kyslík, dle rovnice:

2Ca(MnO4)2 —t→ 2 CaO + 4 MnO2 + 3 O2

Proto je tato látka oxidačním činidlem (podstatně slabším, než kupříkladu manganistan draselný). Při kontaktu s organickými materiály (alkoholy, ketony, aldehydy, sulfid uhličitý, benzen, benzín, estery a ethery) se může vznítit, popřípadě explodovat, někdy je potřeba mírné zahřátí.

Reaguje s kyselinou sírovou za vzniku kyseliny manganisté, a následně oxidu manganistého, který je rovněž explozivní:

Ca(MnO4)2 + H2SO4 → CaSO4 + 2HMnO4 → CaSO4 + Mn2O7 + H2O

Nereaguje tak se všemi, kyselinami kupříkladu s kyselinou chlorovodíkovou uvolňuje plynný chlór:

Ca(MnO4)2 + 22HCl → CaCl2 + 8Cl2 + 2MnCl2 + 8H2O + 3H2

## Využití
Tato látka se experimentálně používá na bělení zubů, dále tato látka má dezinfekční účinky, nepoužívá se však příliš často.

## Bezpečnost
Při kontaktu roztoku látky s kůží vzniká na místě hnědo-černá skvrna, která po čase zmizí. Zmizení této skvrny se dá urychlit kupříkladu použitím kyseliny octové, stejně tak se dá vzniká skvrna odstranit z oblečení. V případě kontaktu této látky s očima často dochází k poškození zraku, či až oslepnutí.